# Manoir du Bois-Guillaume
Le manoir du Bois-Guillaume est situé à Caro en France.

## Localisation
Le manoir est situé sur le territoire de la commune de Caro, au lieu-dit le Bois-Guillaume, dans le département du Morbihan en région Bretagne.

## Description
Le manoir date du XVIe siècle, logis de plan rectangulaire dans une cour fermée construit en moellons sans chaîne en pierre de taille de granite et de schiste . Édifice à un étage carré. Toiture à longs pans recouverte d'ardoises, pignon couvert . Escalier hors-œuvre : escalier à vis sans jour, dans une tour d'escalier carrée située sur l'élévation postérieure.

## Historique
Le manoir est inscrit à l'inventaire général du patrimoine culturel.